# Saint-Léonard (Pas-de-Calais)
Saint-Léonard (Nederlands: Hokinghem) is een gemeente in het Franse departement Pas-de-Calais (regio Hauts-de-France). De plaats maakt deel uit van het arrondissement Boulogne-sur-Mer. Saint-Léonard telde op 1 januari 2022 3.346 inwoners.

## Geografie
De oppervlakte van Saint-Léonard bedroeg op 1 januari 2022 3,4 vierkante kilometer; de bevolkingsdichtheid was toen 984,1 inwoners per km².

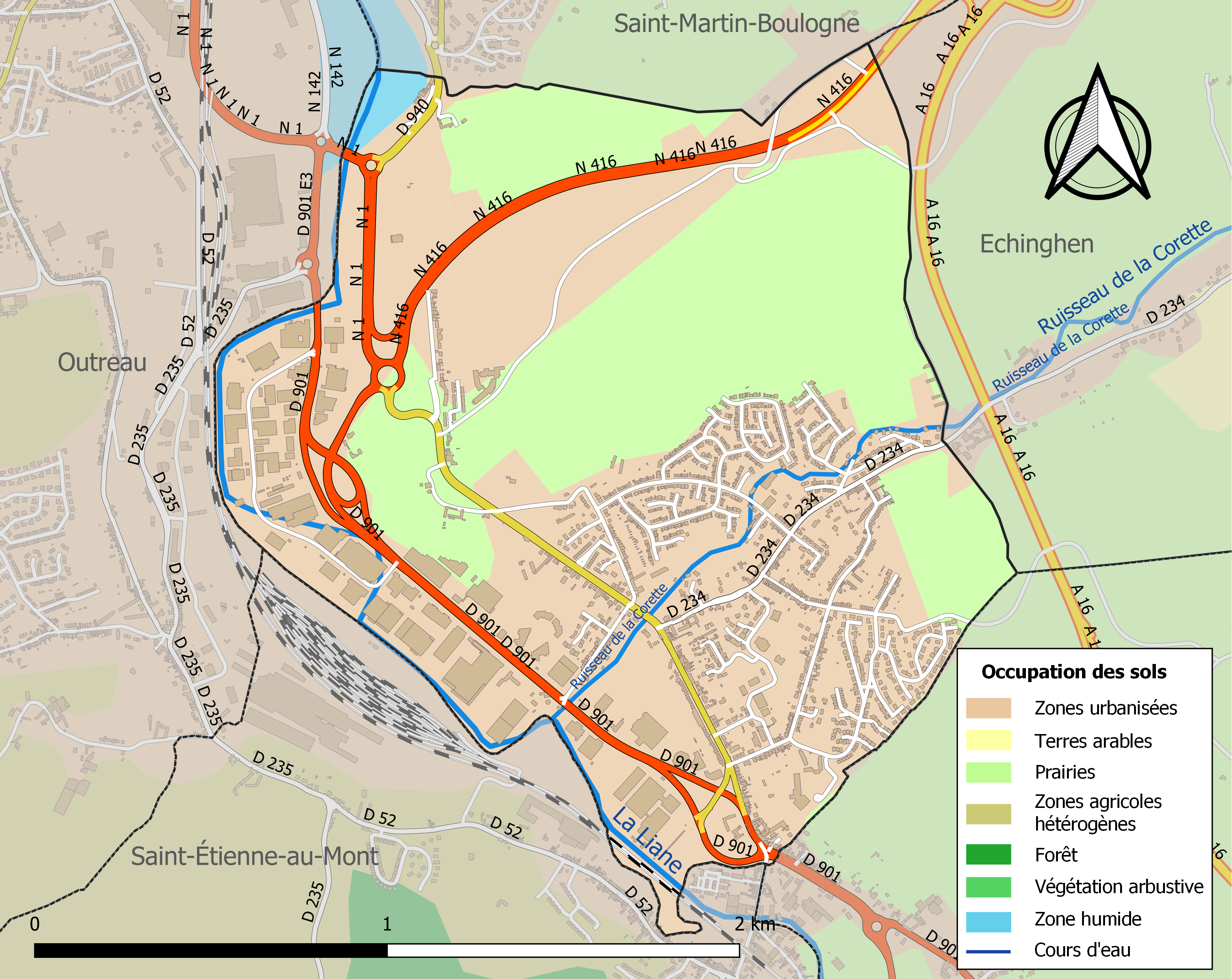
Kaart van de gemeente met belangrijkste infrastructuur, bodemgebruik en omliggende gemeenten

## Bezienswaardigheden
- De Sint-Leonarduskerk
- De Sint-Pauluskerk

## Demografie
Onderstaande figuur toont het verloop van het inwonertal (bron: INSEE-tellingen).